# Mineo
Mineo (tiếng Hy Lạp:Menaion và Menai; tiếng Latin:Menaeum và Menaenum; tiếng Sicilia: 'Miniu') là một đô thị ở tỉnh Catania, vùng Sicilia phía nam Italia. Mineo có vị trí 64 km về phía tây nam của Catania, cách Ragusa 56 km, cách Gela 54 km, và cách Caltagirone 22 km. Dân số đô thị này khoảng 5600 người.
==Tham khảo==